# Canal de Suez
El canal de Suez (àrab: قناة السويس, Qanāt as-Suways) és un canal navegable que enllaça el mar Mediterrani amb el mar Roig a través de l'Istme de Suez i aïllant la península del Sinaí. El canal, que des de 1957 és sota control egipci, fou construït per Ferdinand de Lesseps entre els anys 1859 i 1869.
Té una longitud de 162,2 km i uneix Port Saïd (a la riba mediterrània) i la ciutat de Suez (a la costa del Mar Roig). Aquest canal té una enorme importància per a l'abastiment europeu de petroli i pel comerç mundial en general, puix permet la comunicació marítima entre Europa i Àsia sense necessitat de circumval·lar el continent africà pel cap de Bona Esperança (Sud-àfrica), estalviant així un 60% del trajecte entre Bombay, unes deu mil milles menys que l'antic recorregut pel Cap de Bona Esperança i un 40% en relació als ports de la Mediterrània, equivalent a unes set mil milles, amb els ports del Nord d'Europa i Nord-amèrica.

## Història
Els antics canals d'oest a est a la zona, van facilitar el viatge del Nil al Mar Roig. La responsabilitat de la construcció d'un dels petits canals és atribuïda a Senusret II o a Ramsès II. Un altre canal, probablement incorporant una porció del primer fou construït durant el govern de Necó II i completat per Darios I de Pèrsia.

### Segon mil·lenni aC

Esquema del traçat seguit pel Canal dels Faraons

Al llegendari Sesostris I (possiblement els faraons Senusret II o Senusret III de la dinastia XII d'Egipte) s'atribueix el començament del treball en l'antic canal que unia el Nil amb el Mar Roig (1897 aC-1839 aC). (Se sol dir que en temps antics el Mar Roig arribava pel nord als Llacs Amargs i al Llac Timsah.)
A la seua Meteorològica, Aristòtil va escriure, referint-se a la construcció d'un canal al Mar Roig:
| « | Un dels seus reis va provar de fer un canal cap al mar (fer-ho hagués resultat en no pocs avantatges per a ells, per a tota la regió, d'haver-se convertit en navegable; Sesostris és anomenat el primer rei antic en iniciar el projecte), però es va adonar que el mar es trobava per damunt del nivell del riu. Així que, ell al principi, i Darios després, van paralitzar l'obra del canal, pensant que l'aigua del mar es mesclaria amb la del riu causant un estropici | » |

A la saga de llibres, Geografia,Estrabó va atribuir a Sesotris I, entre moltes altres accions, la construcció del canal. Fita sobre la qual, Plini el Vell va escriure:
| « | 165. Després ve la tribu de Tiro, al Mar Roig, a la badia de Daneoi, des d'on Sesostris, el rei d'Egipte, planejava dur un canal navegable fins allà on el Nil flueix, dins del que es coneix com el Delta; això és una distància de 96 km. Temps després, el rei persa Darios també tingué la mateixa idea, que també fou seguida una altra volta per Ptolemeu II, que va fer una rasa de 30 metres d'ample i de 9 metres de profunditat amb una llargària de 36 quilòmetres de llarg, tan llarg com els Llacs Amargs | » |

Els cartògrafs francesos van descobrir les restes de l'antic canal de nord a sud, que passava pel costat est del Llac Timsah i que finalitzava a la riba nord del Gran Llac Amarg a la segona part del segle xix (aquest antic canal podria haver seguit un curs fins a la riba del Mar Roig, a l'època en què aquest mar s'estenia al nord fins al Llac Timsah). Al segle xx es descobrí l'extensió cap al nord d'aquest antic canal, estenent-se des del Llac Timsah al llacs de Ballah, que fou datat de l'Imperi Mitjà d'Egipte extrapolant les dates dels antics llocs erigits al seu curs. Això no obstant, queda sense saber-se si és o no el mateix canal que Sesostris va tractar de construir i si es feia servir com a canal o com a defensa vers els atacs de l'est.
Els reforços de l'expedició del País de Punt sota Hatshepsut el 1470 aC mostren naus portant la força de l'expedició tornant de Punt. Això ha donat lloc a la suggestió que, en aquella època, existia un enllaç navegable entre el Mar Roig i el Nil. Les evidències semblen indicar la seua existència cap al segle xiii aC, durant el regnat de Ramsès II.

### Canals cavats per Necó, Darios I de Pèrsia i Ptolemeu II Filadelf
Les restes d'un canal antic d'oest a est, passant per les antigues ciutats egípcies de Bubastis, Àvaris, i Heroòpolis (també coneguda per Heròpolis o el seu nom hebreu era Pithom, actualment s'anomena Arsiloe) també foren descobertes per Napoleó Bonaparte gràcies al seu equip d'enginyers i cartògrafs el 1799.
D'acord amb l'obra Històries de l'historiador grec Heròdot, al voltant del 600 aC, Necó II va emprendre l'obra d'excavació d'un canal d'oest a est, travessant el Wadi Tumilat entre Bubastis i Heroòpolis, que potser fou continuat fins al Golf d'Heroòpolis i el Mar Roig. Tot i això consta registrat que l'empresa per part de Necó, no fou mai acabada.
Heròdot fou informat de la mort de 120.000 homes en aquesta obra, que sembla als historiadors una xifra exagerada. D'acord amb Plini el Vell, l'extensió del canal de Necó II fou de 92 km, iguals a la distància total entre Bubastis i el Gran Llac Amarg, permetent la sinuositat necessària de la via travessant les valls al seu camí. La longitud que registra Heròdot és de 183 km, que s'entén com la distància sencera del Nil al Mar Roig a aquell temps.
Amb la mort de Necó II, el treball fou abandonat. Heròdot registra que la raó de l'abandó del projecte fou l'avís de l'oracle que altres es beneficiarien de la construcció. De fet, la guerra de Necó II amb Nabucodonosor II fou un dels incidents que podrien haver trencat la continuïtat en la construcció del canal.
El projecte de Necó II fou completat finalment per Darios I de Pèrsia, qui va conquerir l'Egipte. Els historiadors registren que a aquell temps, existia una via natural entre el Golf d'Heroòpolis i el Mar Roig, a prop de la ciutat egípcia de Shaluf, situat just al sud del Gran Llac Amarg. Aquesta via es va obstruir tant que a Darios I de Pèrsia li fou necessari netejar-la per tal de permetre la navegació una altra vegada. D'acord amb Heròdot, el canal de Darios I de Pèrsia era prou ample per a permetre el pas de dos trirrems amb els rems estesos, requerint quatre dies per tal de travessar-lo. Darios I de Pèrsia va commemorar aquesta fita amb un nombre d'esteles de granit a la ribera del Nil, incloent-hi una a prop de Kabret i una altra a uns quants quilòmetres al nord de Suez. Les inscripcions de Darios I de Pèrsia posaven:
| « | El Rei Darius diu: Sóc persa. Sortint de Pèrsia, He conquerit Egipte. He manat cavar aquest canal des del riu anomenat Nil que flueix a Egipte, fins al mar que comença a Pèrsia. Quan el canal haja estat cavat com he ordenat, els vaixells aniran travessant aquest canal fins a Pèrsia, tal com he planejat | » |

El canal deixava el Nil a Bubastis. A un pilar a Pithom figura una inscripció on figura que als anys 270 i 269 aC fou reobert de nou, per part de Ptolemeu II Filadelf, a Arsinoe (Egipte), Ptolemeu II Filadelf va construir una resclosa navegable, amb rampes d'elevació, entre el Golf d'Heroòpolis i el Mar Roig, que permetia el pas de naus però no permetia el pas d'aigua salada al canal.

### Recessió del Mar Roig i minva del Nil
El Mar Roig va retrocedir gradualment durant els segles, la seua línia de costa s'ha mogut a poc a poc al sud lluny del Llac Timsah i del Gran Llac Amarg, fins al lloc on hui dia es troba present la seua costa. Juntament amb grans acumulacions de sediments del Nil, el manteniment i reparació del canal de Ptolemeu es va tornar exageradament pesats al passar de cada segle.
Dos-cents anys després de la construcció del canal de Ptolemeu, Cleopatra semblava no tenir una via navegable d'oest a est, a causa del fet que la branca Pelusiaca del riu Nil, que alimentava el canal de Ptolemeu va minvar el seu flux per aquella època, a causa del seu estat d'obstrucció per sediments.

### El Vell El Caire i el Mar Roig

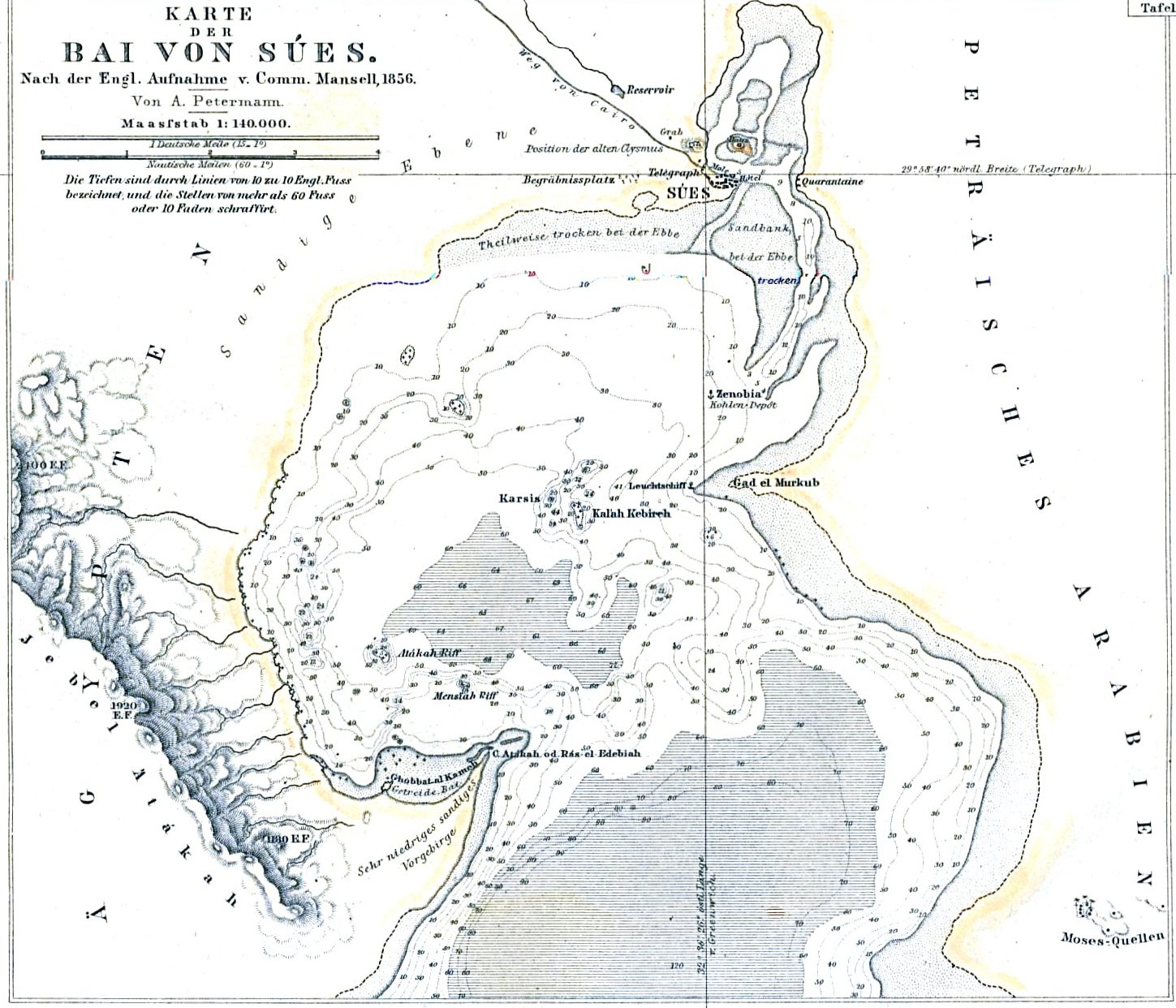
Mapa topogràfic, nord del Golf de Suez, ruta al Vell El Caire, 1856.

Al voltant del segle viii, encara es coneixia l'existència d'un canal que unia El Vell El Caire i el Mar Roig, va ser al llarg d'aquest segle quan diversos dirigents, com Marc Ulpi Trajà, Amr ibn al-As o Úmar el Gran, en van ordenar la construcció.
Però s'atribueix al califa abàssida Al-Mansur l'ordre de tancament del canal, evitant així el subministrament als seus contraris i detractors, com per exemple, els àrabs.

### Intent fallit del Califa Al-Hàkim
El dirigent Al-Hàkim va ser escollit com a reparador del Canal, iniciant diversos arranjaments de la via navegable entre el Vell El Caire i el Mar Roig, però a la llarga no va poder acabar el projecte.
Cap al segle X el canal tornava a estar obstruït per sediments i sorra, a aquest problema cal afegir que les pujades de nivell anuals del Nil solien inundar aquesta zona, augmentant així l'aportació de sediments.

### La descoberta de l'antic canal per Napoleó
L'interès de Napoleó Bonaparte a trobar els restes de l'antic canal navegable van culminar en un equip d'arqueòlegs, científics, cartògrafs i enginyers cobrint una recerca per tota l'àrea, començant als últims mesos de 1798. Els seus descobriments, enregistrats a l'obra Description de l'Égypte, inclouen mapes al detall que mostren el descobriment d'un antic canal que s'estenia des del nord del Mar Roig cap al Nil en direcció oest.
Napoleó havia considerat la construcció d'un altre canal modern, de nord a sud per tal d'unir els mars Roig i Mediterrani. Aquest projecte va ser abandonat després d'una investigació preliminar, a la qual es va concloure erròniament que el Mar Roig es trobava 10 metres per damunt del Mediterrani, fent que un canal basat en rescloses fos massa car i massa llarg de construir. L'error de la investigació Napoleònica fou degut als errors dels mesuraments fragmentats, que es van fer majoritàriament durant temps de guerra, i que van donar lloc a càlculs imprecisos.
Per aquella època no era navegable l'antiga ruta de Bubastis cap al Mar Roig, que encara canalitzava aigua en alguns punts fins a la segona meitat del segle xix, a 1861 i tant a l'est com a Kassassin.

### Oposició Britànica a la construcció del Canal
Tan bon punt Ferdinand Lesseps va rebre l'autorització del sultà d'Egipte, Saïd Pasha, el 30 de novembre del 1854, es fa palesa l'oposició britànica exercint fortes pressions sobre el Sultà, malgrat la visita personal que Lesseps fa a l'ambaixador Stratford a Constantinoble el febrer del 1855, quan aquest ja havia advertit al Sultà de la inconveniència de permetre a Egipte la construcció del canal, un fet que podria reforçar la figura del virrei fins al punt de veure's amb prou capacitat per independitzar-se de Turquia.
Darrera d'aquestes accions, que tenen la base a dues premises molt importants pel Regne Unit, apareix la figura de Lord Palmerston, anomenat primer ministre britànic aquell mateix any, Per una banda, Palmerston temorós que el interessos comercials britànics es veiessin seriosament compromesos per l'alteració de l'equilibri de poders entre les potències europees sorgit després de les guerres napoleòniques. Per altra banda, França era considerada un potencial enemic. Tanmateix, a Paris es produeixen moviments de tota mena contra Lesseps, fins al punt que Napoleó III no es decideix a donar-li suport oficial.
L'actitud negativa d'Anglaterra envers la construcció del canal es va mantenir fins al març de 1865, quan el govern britànic es va adonar del massiu suport que el projecte d'excavar el canal tenia a l'opinió pública, van donar llum verda.

### La Financiació de La Companyia del Canal
La Société Universelle du Canal de Suez va ser constituïda mitjançant la subscripció d'accions. El 18 de desembre del 1858 es varen emetre 400.000 títols a un preu nominal de 500 francs francesos cadascuna. El inversors gals varen adquirir 207.883 títols, les principals potències europees varen subscriure un total de 14.470 i les 177.642 que no es varen poder col·locar varen ser adquirides pel Govern Egipci.
Inicialment es situa el domicili administratiu a Paris, però la seu social a Alexandria, amb trenta-dos cadires el Consell d'Admnistració, representant les nacions més interessades, amb onze representants estrangers: un nord-americà, un austríac, un portuguès, un espanyol, un rus, un anglès, un belga, un holandès, un egipci i dos italians.

### Construcció per la Companyia del Canal de Suez

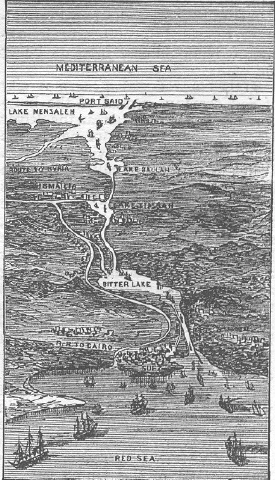
Gravat realitzat en 1881 del Canal de Suez.

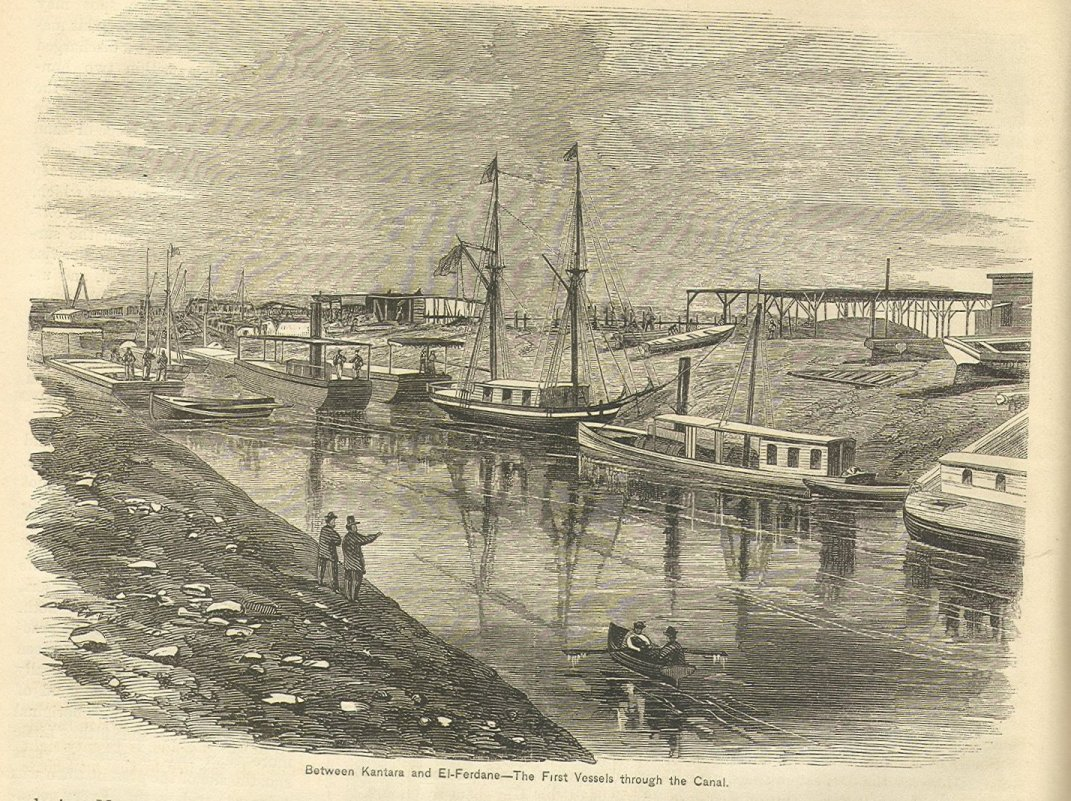
Gravat de 1869, on figuren els primers vaixells que travessaven el Canal

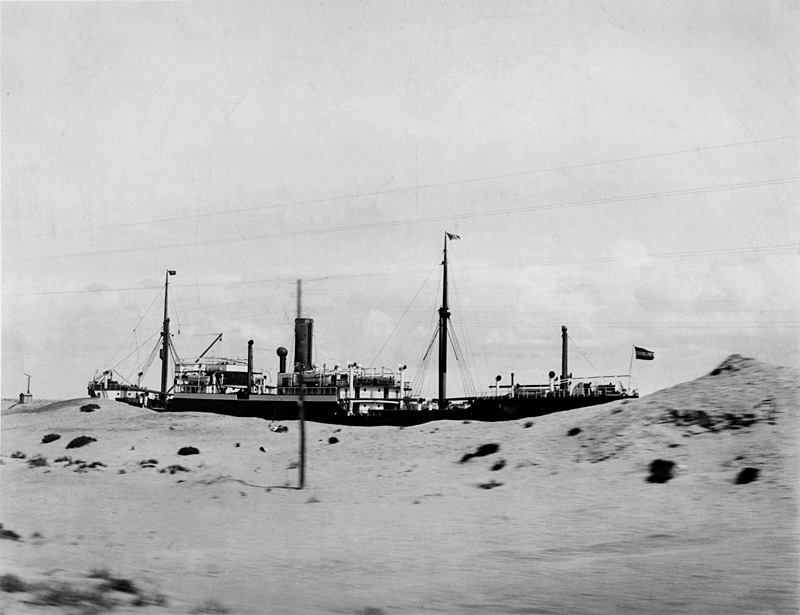
Vaixell circulant pel Canal de Suez a 1917.

L'excavació del canal va començar oficialment el 25 d'abril de 1859 per l'empresa de Ferdinand de Lesseps, amb l'autorització de les autoritats egípcies de l'època, i va ser inaugurat el 1869. Una part important dels plans van ser realitzats per l'enginyer austríac Alois Negrelli (1799-1858), que va morir abans la inauguració de la seva obra. Per a l'ocasió, es varen convidar més de mil personalitats notables de l'època i un centenar de famosos, entre els que s'incloïen Emile Zola, Alexandre Dumas i Henrick Ibsen, que varen ser convidats amb totes les despeses pagades. També es va encarregar a Giuseppe Verdi la composició de l'òpera Aïda, però no va estar acabada a temps i es va estrenar a El Caire dos anys més tard, el 24 de desembre del 1871.
El canal travessava el territori egipci. Lesseps va assolir obtenir del governador d'Egipte, Said Bajá, la concessió per a la construcció del canal. Després de la subscripció de 1858. Conforme a l'acord que havia estat signat, Egipte concedia lliurement les terres, les pedreres i una conducció d'aigua potable i proporcionava a la societat creada per Lesseps les quatre cinquenes parts de la mà d'obra que era necessària per a l'excavació, així és com una de les més grans obres de l'enginyeria del món va ser realitzada per desenes de milers de fellahs duts per la força des de tots els llocs d'Egipte. Al principi no es disposava de maquinària i tot havia de fer-se a mà, en xifres oficials van morir 20 treballadors i el clima era malaltís. El treball es va accelerar després de la introducció de les dragues de catúfols. Com a conseqüència secundària, els Grans Llacs Amargs que fins aquell temps estaven poblats de balques (Typha angustifolia) que no poden viure en aigües salades, quedaren connectats amb les aigües salades del Mediterrani i del Golf de Suez i s'extingiren totes les balques.
La construcció del canal de Suez marca una fita en la història de la tecnologia, per primera vegada es van emprar excavadores especialment dissenyades per a aquestes obres, amb rendiments desconeguts fins a aquesta època. En poc més de dos anys es van excavar més de cinquanta milions de metres cúbics, dels 75 milions de la totalitat de l'obra.
El 17 de febrer de 1867 un primer vaixell va travessar el canal, encara que es va inaugurar oficialment el 17 de novembre de 1869 amb la presència de l'emperadriu Eugenia de Montijo.
El 1875 el paixà d'Egipte, a causa del deute extern del país, va vendre la seua part de les accions del canal. En una ràpida maniobra, el Primer Ministre del Regne Unit en aquell temps Benjamin Disraeli, va convèncer la Reina Victòria de la necessitat de comprar-les per a prendre el control sobre la ruta cap a l'Índia, la colònia més rica del Regne Unit. Un enviat de Disraeli va aconseguir un abundós préstec de part de la Casa banquera Rothschild, per un valor total de 22 milions de francs francesos, que representaven el 15% que posseïa el govern egipci. Aquest fet va implicar l'exclusió permanent d'Egipte de l'empresa.
Però malgrat aquest esforços, el govern britànic havia adquirit un nombre insuficient de títols per tenir dret a un altre seient a l'assemblea, donat que l'article 51 dels estatuts estipulava que cap accionista tenia dret a més de deu veus, per tant per la compra li corresponien tres cadires d'administrador. No va ser fins al 1894 quan la Companyia va permetre l'accés de set nous administradors britànics.
La Convenció de Constantinoble de 1888, signada el 29 d'octubre del 1888 per l'Imperi Austro-Hongarès, França, Alemanya, Anglaterra, Itàlia, Holanda, Rússia, Espanya i Turquia, va declarar el canal zona neutral sota protecció britànica. En ratificació d'aquest tractat, L'Imperi Otomà va accedir a permetre la navegació internacional de forma lliure a través del canal, tant en temps de pau com de guerra. L'Entente Cordiale, que va garantir als francesos el lliure pas pel canal de Suez va posar fi a la Convenció de Constantinoble.
La Convenció es va aplicar sense fissures en els casos dels conflictes Hispano-Americà (1898), la guerra russo-japonesa (1904-1905) i el conflicte Italo-turc (1911-1912). Durant aquesta darrera contesa, el govern egipci, encara sota domini otomà, va disposar el desarmament de cinc unitats bèl·liques turques que no varen acatar l'ordre de salpar de Port Said dintre del termini de 24h autoritzat. I   tanmateix va permetre travessar el canal a vaixells de guerra italians que es dirigien a la colònia d'Eritrea.
Durant la I Guerra Mundial els alemanys varen violar aquesta neutralitat protagonitzant un atac terrestre que va ser rebutjat amb eficàcia, però va provocar el tancament del canal durant 24h.
El 1936, després de llargues converses amb Egipte, la Gran Bretanya va accedir a l'enviament d'algunes unitats militars simbòliques egípcies al Sudan a més d'algunes concessions sobre el seu estatus internacional, a canvi que els britànics asseguressin la posició al canal de Suez.

### Nacionalització del canal
El 26 de juliol de 1956 el president egipci Gamal Abdel Nasser va resoldre nacionalitzar el canal amb l'objectiu de finançar en part la construcció de la presa d'Asuan i com resposta a la negativa dels Estats Units i Gran Bretanya per a finançar el projecte. La mesura va ser rebuda amb indignació pels principals accionistes del canal de Suez i màxims beneficiaris del petroli que hi circulava, França i Anglaterra, que juntament amb Israel, signen l'acord de Sèvres, als afores de Paris, responen així a interessos comuns, tan econòmics i comercials com polítics. El 29 d'octubre d'aqueix mateix any, van realitzar una desastrosa invasió a la zona al costat de Palestina. Egipte, com represàlia, va enfonsar quaranta vaixells en el canal produint-se un bloqueig total d'aquest.
A principis de 1957, després de la intervenció de l'ONU, es va completar la retirada de les potències europees i Israel. El canal es va reobrir en el mateix any.
Des de llavors el canal va ser administrat per Nasser fins al seu tancament en 1967, dins de les hostilitats entre Egipte, aliat amb Jordània i Síria, i Israel en la Guerra dels Sis Dies, el tancament es va produir de nou com en 1956, pel bloqueig provocat per l'enfonsament de diversos vaixells dins del canal. Cal tenir en compte que en esclatar el conflicte els Territoris Palestins estaven controlats per Síria, Jordània i Egipte. Es va reobrir al juny de 1975, romanent des de llavors obert al tràfic internacional fins al dia d'avui.

### Obstrucció del canal de 2021
El 23 de març de 2021 aproximadament a les 05:40 UTC (07:40 hora local), el canal de Suez va ser blocat en ambdues direccions pel vaixell Ever Given. El vaixell, operat per Evergreen Marine, es trobava en ruta des de Malàisia, amb destinació els Països Baixos, quan va embarrancar, després que uns forts corrents de vent van desviar el vaixell del seu curs. Aquest incident va fer canviar la posició del vaixell, blocant efectivament el canal. Les operacions de rescat es van allargar més de sis dies i van generar una cua d'almenys 367 vaixells. Almenys 15 remolcadors, dragues i excavadores van haver de participar en les operacions per tal de desplaçar el vaixell i retirar tones de fang i aigua.

## Capacitat

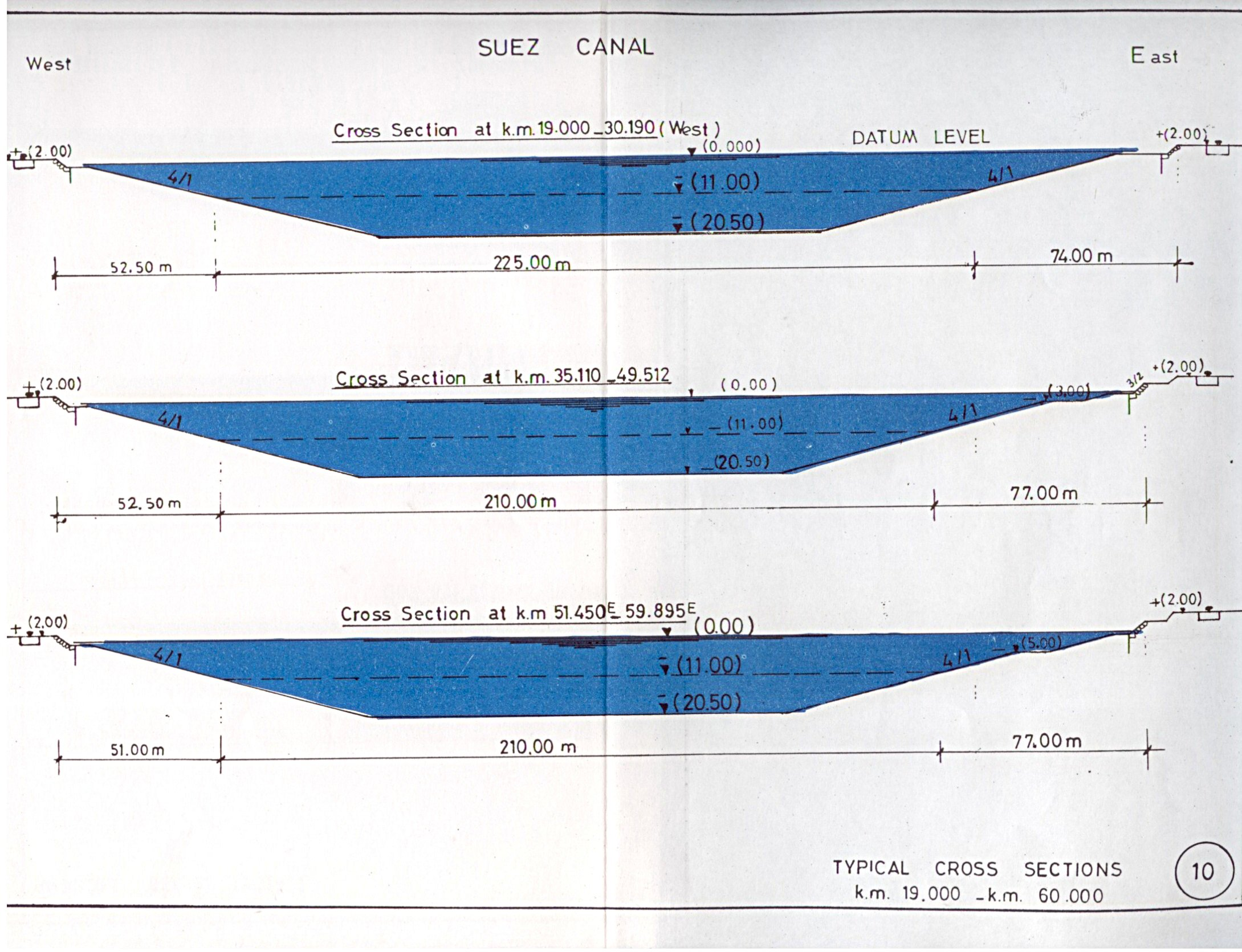
Esborrany sobre la secció de pas d'aigua al Canal de Suez

El canal permet el pas de vaixells de fins a 18,9 m de calat, 210.000 tones de pes, una altura màxima de 68 metres per damunt del nivell del mar i una mànega de 77,5 m sota determinades condicions S'han planejat millores per tal d'incrementar el calat a 22 metres per al 2010, permetent així el pas de superpetroliers.
Alguns superpetroliers són massa grans com per travessar en l'actualitat el canal. Altres grans naus poden descarregar part de la seua càrrega a una barca al servei del mateix canal, de manera que s'adapten a la càrrega màxima permesa, creuen el canal i tornen a carregar al final del canal.
Malgrat els problemes polítics que agitaven el país, Egipte va inaugurar un gran megaprojecte d'ampliació del Canal. Els treballs es varen dur a terme en un període increïblement curt per una obra d'aquestes característiques, i es va finalitzar en dotze mesos. La nova ampliació de la via suposava la construcció d'una bretxa paral·lela de 35 km de longitud, afegit a un increment de profunditat en un tram de 37 km. Tot el projecte anava encarat a reduir el temps de trànsit dels vaixells, de les 18 a les 11 hores, multiplicant així la capacitat de la via.

## Alternatives

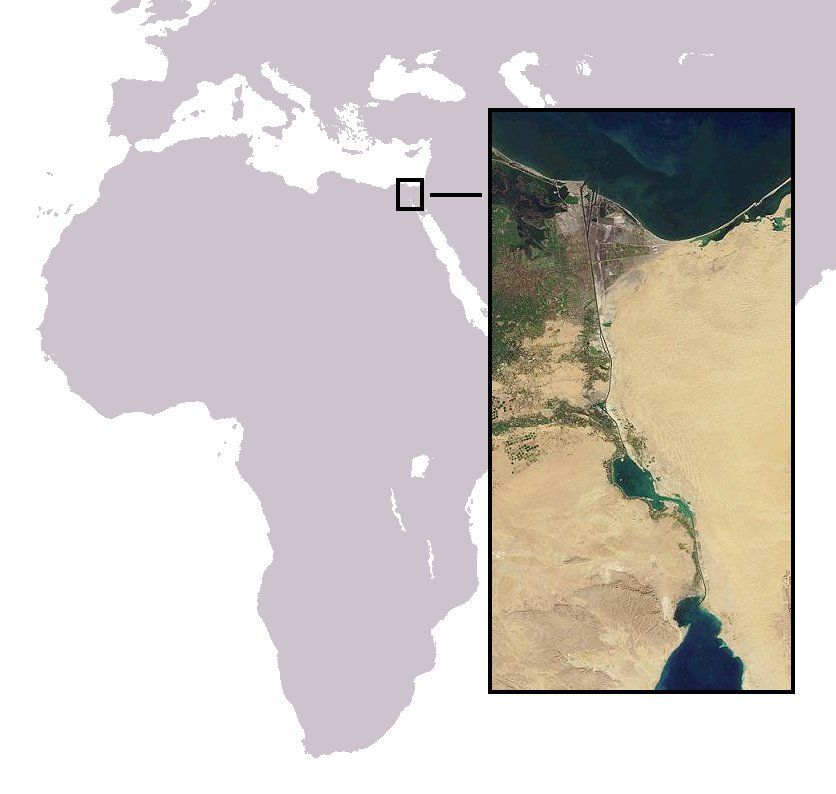
Geografia de la construcció del canal de Suez al món.

El canal de Suez resol un problema logístic al transport naval. El problema rau a circumval·lar el continent Africà amb la pèrdua de temps i de combustible que això suposa.
Així doncs, en l'actualitat, la principal alternativa és la de viatjar fins al Cap Agulhas al sud del continent Africà. Aquesta és la ruta per als vaixells que són massa grans. També era la ruta anterior a l'obertura del canal i als moments en què el canal era tancat. Al començament del segle xxi aquesta ruta sol prendre's a vegades, degut també a l'increment de la pirateria a Somàlia, provocada per la pèrdua de recursos naturals a mans de les gran companyies pesqueres occidentals. Es calcula que uns set-cents vaixells de companyies de països desenvolupats exploten il·legalment les aigües territorials de Somàlia.
Abans de l'obertura del canal a 1869, els béns solien ser descarregats dels vaixells i transportats per terra entre el Mediterrani i el Mar Roig, per a tornar-los a carregar una vegada el vaixell havia arribat a la costa d'Egipte al Mar Roig.

## Pas del canal

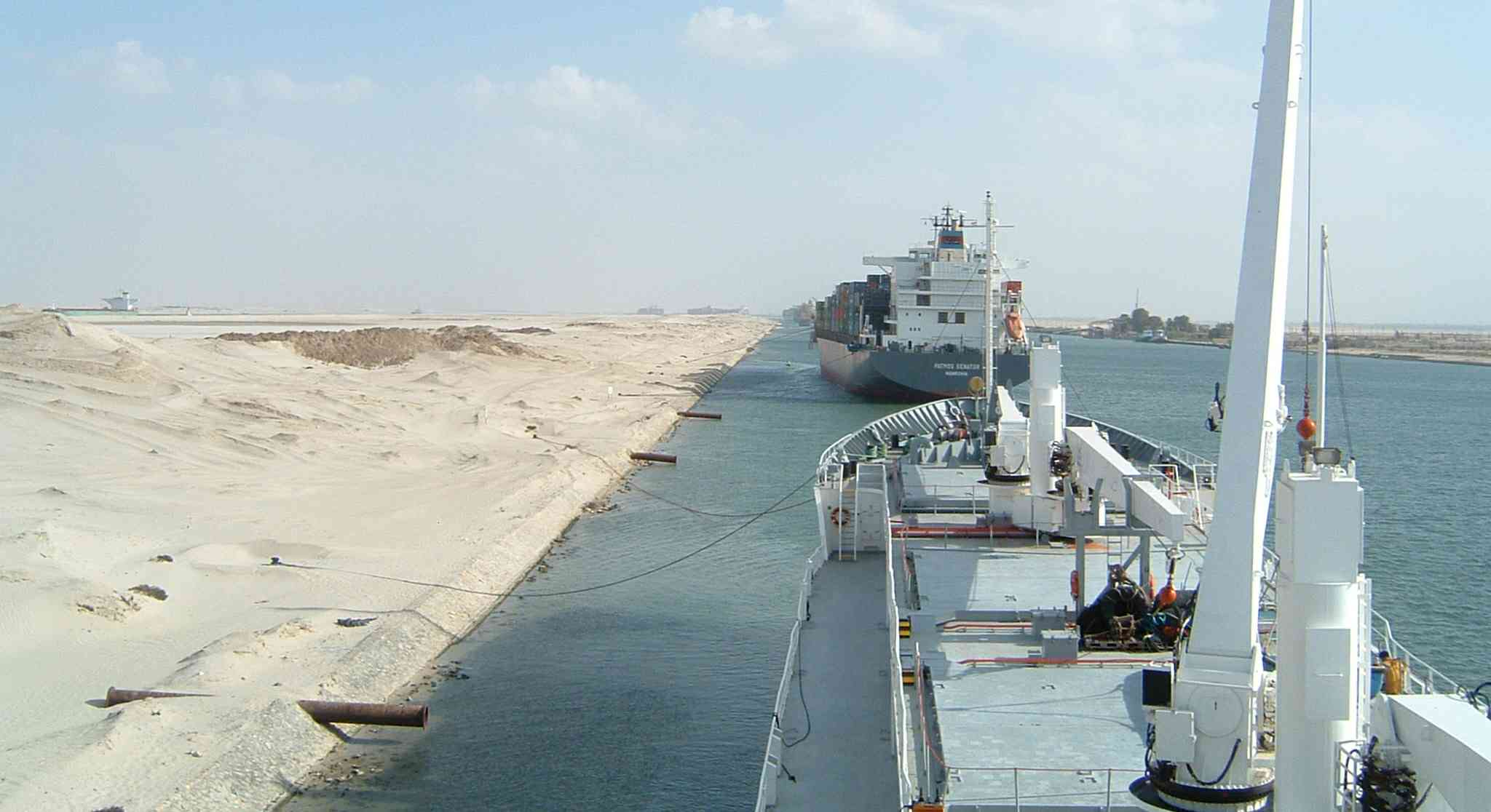
Vaixells amarrats a El Balah durant el trànsit

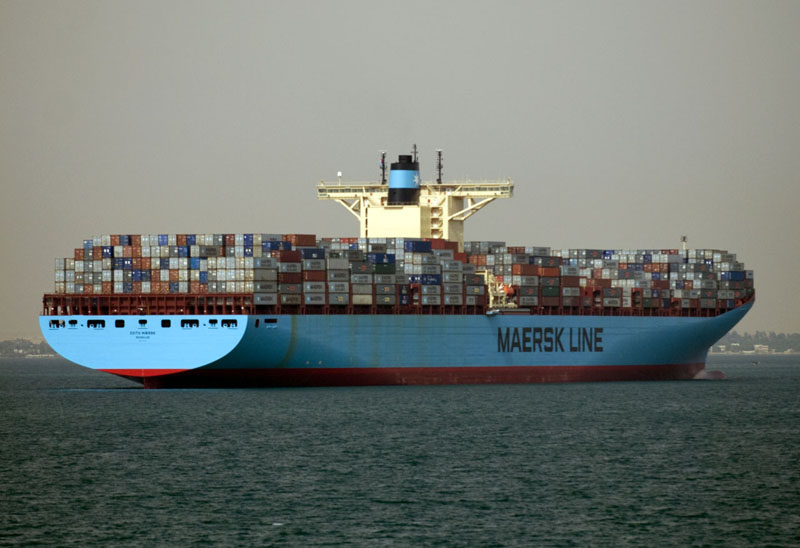
Vaixell de transport de contenidors travessant el Canal de Suez

A diferència del canal de Panamà, el canal de Suez no té rescloses a causa del terreny pla, i la petita diferència entre el nivell de la mar cada extrem del canal és intranscendent.
Hi ha un carril de transport marítim que passa per les zones de la derivació de Ballah prop d'Al-Qantarah al-Sharqiyya i al Gran Llac Amarg. En un dia típic, tres combois transiten el canal, dos cap al sud i un cap al nord. El primer comboi del sud entra al canal en les primeres hores del matí i es dirigeix al Gran Llac Amarg, on els vaixells ancoren, a l'espera del pas del comboi del nord. Aquest es creua amb el segon comboi cap al sud, que s'espera a la derivació de Ballah. La maniobra triga entre 11 i 16 hores a una velocitat al voltant dels 8 nusos (15 km/h). La baixa velocitat ajuda a prevenir l'erosió dels bancs del canal que fan les onades dels vaixells.
El 1955, aproximadament dos terços del petroli d'Europa passava pel canal. Aproximadament el 7,5% del comerç marítim mundial es realitza a través del canal actualment. El 2008, un total de 21.415 vaixells van passar pel canal i seus ingressos van ascendir a 5.381 milions de dòlars. Això és aproximadament 250.000 dòlars de facturació mitjana per vaixell.
Les Noves Regles de Navegació (New Rules of Navigation), que constitueixen una millora respecte a les més antigues, van ser aprovades pel consell d'administració de l'Autoritat del Canal de Suez (SCA) per organitzar els vaixells petrolers i de trànsit. Aquesta va entrar en vigor l'1 de gener de 2008.
Les modificacions més importants del reglament permeten utilitzar vaixells amb 18,9 m de calat per al trànsit i permetre l'augment de l'amplada màxima de 32 m a 40 m després d'una sèrie operacions de millora, així com imposar una multa als vaixells que utilitzen els bussejadors sense permís des de fora de la SCA a l'interior dels límits del canal.
Les esmenes també permetran el trànsit dels vaixells carregats amb mercaderies perilloses, com materials inflamables o radioactius, després de la conformitat amb les darreres modificacions introduïdes pels convenis internacionals.
L'SCA també té dret a determinar el nombre de remolcadors necessaris per ajudar els vaixells de guerra que transiten pel canal per tal d'aconseguir un grau més alt de seguretat durant el trànsit.
Aquest gran canal pot transportar més tràfic de vaixells i majors naus que per exemple el canal de Panamà.

## Connexions entre les costes
Des del nord al sud, les connexions són:
- El pont del canal de Suez, també anomenat el Pont de l'Amistat Egipcia-Japonesa, és un pont de carretera d'alt nivell a El Qantara, en àrab, al qantara vol dir "el pont". Aquest pont, deixa un espai d'uns 70 metres sobre el nivell del canal i fou construït amb l'assistència del govern japonès i de l'empresa constructora PentaOcean.
- Pont d'El Ferdan, es troba a 20 km al nord d'Ismaïlia i fou completat a 2001. És el major pont giratori del món, amb una envergadura d'uns 340 metres. L'anterior pont fou destruït el 1967 durant el conflicte araboisraelià.
- Les canonades que porten aigua dolça per sota del canal cap al Sinaí, aproximadament situades a 57 km al nord de Suez, a 30° 27.3′ N, 32° 21.0′ E / 30.4550°N,32.3500°E.
- El túnel Ahmed Hamdi al sud del Gran Llac Amarg que fou construït el 1983. Degut a problemes de fuites, es construí un nou tunnel ajustat a l'antic que ja hi havia des de 1992 fins a 1995.
- La línia aèria d'encreuament del canal de Suez fou una línia transportadora d'electricitat construïda a 1999.

Un ferrocarril al costat oest cobreix el trajecte del canal en tots els seus punts.

## Impacte ambiental

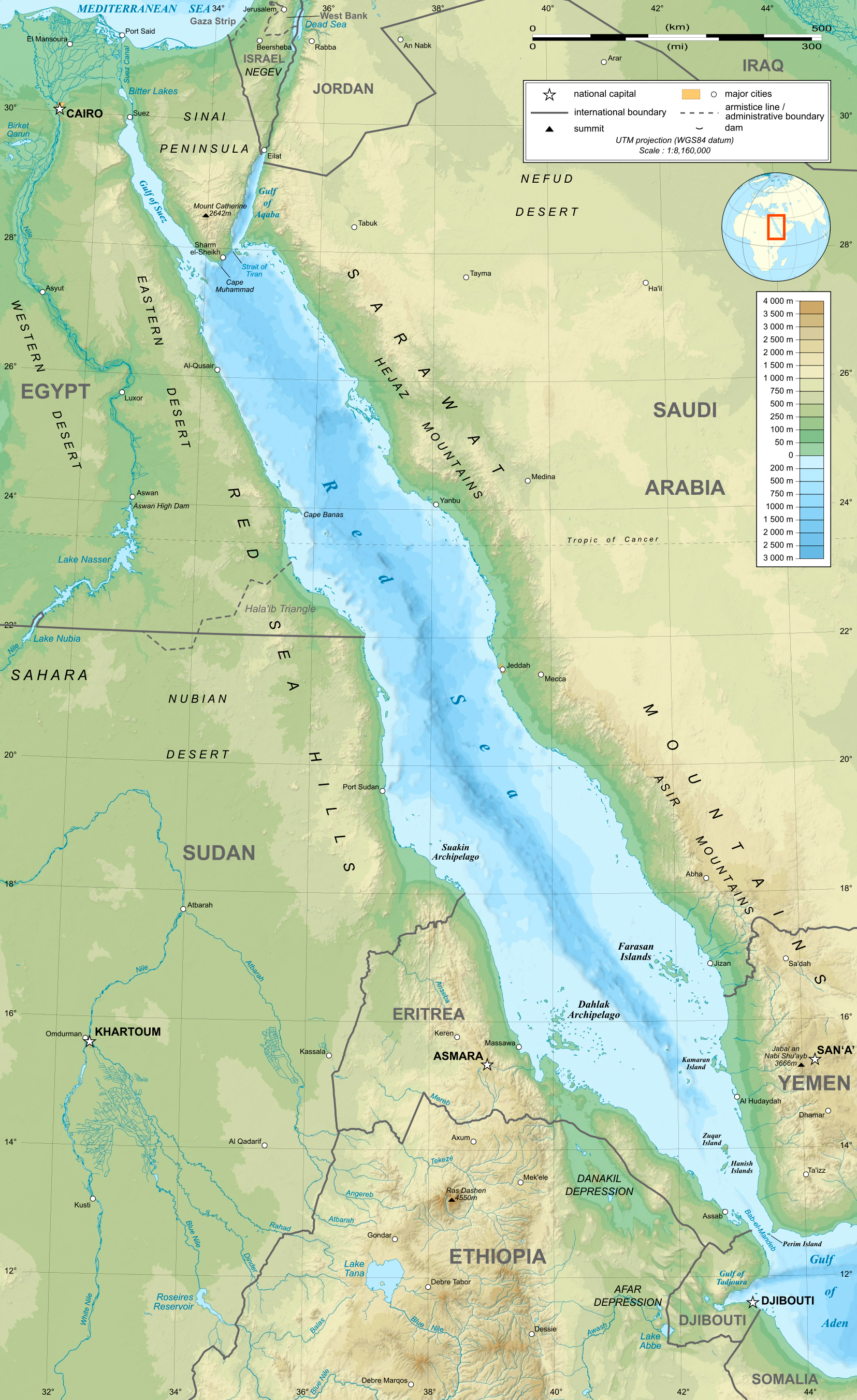
Mapa del Mar Roig

L'obertura del canal de Suez a 1869 va crear el primer passatge d'aigua salada de la mar Mediterrània cap a la mar Roja. El nivell de la mar Roja és aproximadament 1,2 m per damunt del de la Mediterrània, de manera que al canal hi ha un flux d'aigua que va de la mar Roja cap a la Mediterrània. Els llacs Amargs, que són uns llacs naturals d'aigua hipersalina i que formen part del canal de Suez, van blocar en certa manera la migració d'espècies de la mar Roja a la Mediterrània durant algunes dècades. Tot i això, a mesura que la salinitat de l'aigua es va igualar amb la de la mar Roja, la barrera per a la migració s'acabà trencant, de manera que els animals i les plantes de la mar Roja començaren a colonitzar la part est de la Mediterrània. La mar Roja és, en general, més salada i més escassa de nutrients que l'Atlàntic i la direcció del flux al canal és en general en la mateixa direcció, és a dir, de la mar Roja cap a la Mediterrània. D'aquesta manera, les espècies de la mar Roja tenen més avantatge davant de les espècies atlàntiques en la Mediterrània, més salada i també més deficient en nutrients. En la pràctica passa el mateix, la majoria de les espècies de la mar Roja envaeixen la biota mediterrània i només unes poques espècies atlàntiques aconsegueixen el contrari. Aquest fenomen migratori s'anomena migració lessepsiana (en honor de Ferdinand de Lesseps). La construcció de la resclosa d'Assuan al riu Nil als anys 1960 va reduir el flux entrant d'aigua fresca acompanyada de llims rics en nutrients vessats del Nil a l'est de la Mediterrani, cosa que la va acostar més encara a les condicions de la mar Roja i va empitjorar l'impacte de les espècies invasives.
Les espècies invasives originades a la mar Roja i les introduïdes a la Mediterrània amb la construcció del canal s'han convertit en un component important de l'ecosistema mediterrani, tenen seriosos impactes en l'ecologia mediterrània i posen en perill algunes espècies locals i endèmiques d'aquesta zona. Actualment al voltant de 300 espècies de la mar Roja ja s'han identificat a la Mediterrània, tot i que és molt possible que n'hi haja més sense identificar. Els esforços del govern egipci d'ampliar el canal han rebut crítiques per part dels biòlegs marins, que alerten que una ampliació en el canal pot empitjorar la invasió de les espècies de la mar Roja a la Mediterrània. Estudis han determinat que s'hi ha introduït entre 700 i 1.000 espècies invasores.
La construcció del canal de Suez fou precedida per la derivació d'un petit canal d'aigua fresca del Delta del Nil fins al futur canal, amb la branca sud de Suez i la branca nord amb Port Saïd. Aquest fou completat a 1863, i duu aigua fresca a zones àrides, inicialment per a la construcció del canal, i subseqüentment facilitant l'agricultura i l'establiment d'assentaments al voltant d'aquest canal.

## El futur que haurà d'afrontar el canal
Actualment, el canal de Suez és molt important en l'àmbit global, però no amb el pes que va tenir durant els anys 1980 i 1990. La recerca de noves eines de comerç ha sigut un dels reptes que més ha ocupat a les autoritats encarregades de la gestió del canal en els últims anys. Amb el projecte d'ampliació elaborat l'any 2015 el govern egipci buscava doblar els beneficis en menys d'una dècada. Però les estimacions del govern no s'han complert, i els beneficis no han canviat dràsticament.
Per tant, el principal repte segueix sent la incapacitat d'aprofitar el paisatge i establir una zona de serveis comercials i industrials que doni benefici a l'economia egípcia i no només dedicar-se al cobrament de tarifes.
En els pròxims anys, el canal de Suez pot començar a tenir competència en les rutes que connecten orient i occident. L'efecte del canvi climàtic, que ha reduït la capa de gel de l'Àrtic, ha provocat que la ruta de l'Àrtida sigui cada cop més viable. L'agost del 2018 l'operadora més gran de vaixells de mercaderies Maersk va realitzar el primer trajecte per aquesta ruta. Rússia tracta d'explotar al màxim aquesta ruta, que va des de l'estret de Bering fins a Noruega, per tal de consolidar-se com a alternativa al canal de Suez. Les xifres van a favor de Rússia, ja que amb aquest nou trajecte s'aconseguiria passar de rutes d'entre 34 a 45 dies actuals als 23 dies. La carrera ha començat i els Emirats Àrabs es preparen per gestionar els ports que Moscou planeja construir al llarg del canal. Suez afronta, per primera vegada, una competència real, encara que el projecte de la ruta de l'Àrtida és encara llunyà pels problemes geoestratègics.
Suez, en el futur, seguirà sent un pas comercial clau pel transport marítim mundial, però si el canal continua sent només una font d'ingressos per tarifes el seu pes econòmic i els ingressos a l'estat disminuiran al llarg del temps.

## Línia del temps
- Al voltant de 1799 – Napoleó Bonaparte conquereix Egipte i ordena una anàlisi de factibilitat del canal. Aquest informa d'una suposada diferència de 10 metres entre els nivells del mar i d'un alt cost, per la qual cosa el projecte queda ajornat.

- Al voltant de 1840 - Un segon informe descobreix la incorrecció del primer. Estableix que un vincle directe entre el Mar Mediterrani i el Mar Roig seria possible i no resultaria tan car com s'esperava.

- 30 de novembre de 1854 - L'ex-cònsol francès al Caire, Ferdinand de Lesseps, va obtenir del virrei la primera llicència per a la construcció i posterior explotació durant 99 anys.

- 6 de gener 1856 - Lesseps obtingué una segona llicència, molt més detallada.

- 15 de desembre de 1858 - Lesseps va establir la Companyia Universal del Canal Marítim de Suez (Said Pacha va adquirir-ne el 22%, i la resta fou controlat per accionistes privats francesos).

- 25 d'abril de 1859 – Inici oficial de la construcció del canal.

- 16 de novembre de 1869 - El canal de Suez queda obert; és operat pels propietaris de la Companyia del Canal de Suez.

- 25 de novembre de 1875 – Gran Bretanya es converteix en titular d'una participació minoritària en l'empresa Suez, amb l'adquisició del 44% de la Companyia del Canal de Suez. La resta estava controlada per accionistes francesos.

- 25 d'agost de 1882 – Gran Bretanya pren el control del canal.

- 2 de març de 1888 - La Convenció de Constantinoble renova el dret de tots els vaixells de circular a través del canal de Suez durant temps de guerra i pau (drets que ja estaven garantits com a part de les llicències concedides a Lesseps).

- 14 de novembre 1936 – La zona del canal de Suez queda sota control britànic.

- 13 de juny de 1956 – El control de la zona queda restaurat a Egipte.

- 26 de juliol de 1956 – Egipte nacionalitza el canal de Suez, tots els béns, drets i obligacions egipcis de la Companyia del Canal de Suez queden transferits a l'Autoritat del Canal de Suez.

- 5 de novembre de 1956 al 22 de desembre de 1956 – Una coalició franco-anglo-israeliana ocupa la zona del Canal de Suez en el que es coneix com la Crisi de Suez.

- 22 de desembre de 1956 – El control queda restituït a Egipte.

- 5 de juny 1967 al 10 de juny de 1975 – El canal queda tancat i bloquejat per Egipte, que no permet l'entrada de vaixells d'Israel, provocant així la Guerra dels Sis Dies.

- 10 de juny de 1975 – El canal queda reobert.

- 1 de gener de 2008 – Les noves normes de navegació aprovades per l'Autoritat del Canal de Suez entren en vigor.
- 24 de març de 2021 – Un gran vaixell de 400 metres s'encalla, amb risc de bloquejar el trafic del canal durant setmanes.[49]

### Presidents de la Companyia del Canal de Suez (1858-1956)
Abans nacionalitzar-se:
- Ferdinand de Lesseps (15 de desembre 1858 – 7 de desembre 1894)
- Jules Guichard (17 de desembre 1892 – 17 de juliol 1896) (en funcions durant la presidència de Lesseps fins al 7 de desembre 1894)
- Auguste-Louis-Albéric, príncep d'Arenberg (3 d'agost 1896 – 1913)
- Charles Jonnart (19 de maig 1913 – 1927)
- Louis de Vogüé (4 d'abril 1927 – 1 de març 1948)
- François Charles-Roux (4 d'abril 1948 – 26 de juliol 1956)

### Directors de l'Autoritat del Canal de Suez (1956-present)
Des de la nacionalització:
- Doctor Mohamed Helmy Bahgat Badawy (26 de juliol 1956 – 9 de juliol 1957)
- Enginyer Mahmoud Younis (10 de juliol 1957 – 10 d'octobre 1965)
- Enginyer Mashhour Ahmed Mashhour (14 d'octobre 1965 – 31 de desembre 1983)
- Enginyer Mohamed Ezzat Adel (1 de gener 1984 – Desembre 1995)
- Almirall Ahmed Ali Fadel (22 de gener 1996 – Present)

### Vicecònsols britànics de Port Suez (1922-1941)
- G. E. A. C. Monck-Mason, 1922 – 1924
- G. C. Pierides (en funcions), 1924 – 1925
- Thomas Cecil Rapp, 1925 – 1926
- Abbas Barry (en funcions), 1926 – 1927
- E. H. L. Hadwen (en funcions fins al 1930), 1927 – 1931
- A. N. Williamson-Napier, 1931 – 1934
- H. M. Eyres, 1934 – 1936
- D. J. M. Irving, 1936 – 1940
- R. G. Dundas, 1940 – 1941

### Cònsols britànics de Port Suez (1941-1956)
- R. G. Dundas, 1941 – 1942
- H. G. Jakins, 1942 – 1944
- W. B. C. W. Forester, 1944 – 1946
- Frederick Herbert Gamble, 1946 – 1947
- E. M. M. Brett (en funcions), 1947 – 1948
- C. H. Page, 1948 – 1954
- F. J. Pelly, 1954 – 1955
- J. A. D. Stewart-Robinson (en funcions), 1955 – 1956
- J. Y. Mulvenny, 1956

### Governadors de la Zona del Canal de Suez
- 14 de novembre 1936 – 24 de juliol 1939: ?
- 24 de juliol 1939 – 7 de maig 1941: Sir Archibald Wavell
- 7 de maig 1941 – 7 d'agost 1942: Sir Claude John Eyre Auchinleck
- 7 d'agost 1942 – 19 de febrer 1943: Harold Rupert Leofric George Alexander
- 19 de febrer 1943 – 6 de gener 1944: Henry Maitland Wilson
- 6 de gener 1944 – Juny 1946: Sir Bernard Charles Tolver Paget
- Juny 1946 – Juny 1947: Miles Christopher Dempsey
- Juny 1947 – 25 de juliol 1950: Sir John Tredinnick Crocker
- 25 de juliol 1950 – Abril 1953: Sir Brian Hubert Robertson
- Abril 1953 – 28 de setembre 1953: Sir Cameron Gordon Graham Nicholson
- 28 de setembre 1953 – 13 de juny 1956: Sir Charles Frederic Keightley

### Comandant Suprem Aliat
Durant la Crisi de Suez:
- 5 de novembre 1956 – 22 de desembre 1956: Sir Charles Frederic Keightley

## Cultura popular
- Suez, fou una pel·lícula feta a 1938, protagonitzada per Tyrone Power interpretant a Lesseps i per Loretta Young, prenent a l'argument una minsa base històrica sobre la construcció del canal.
- El canal de Suez apareix a la pel·lícula de 1962: Lawrence d'Aràbia, on es mostra el final del camí de T. E. Lawrence a través de la Península Sinaí, per tal de donar informe als seus superiors al Caire.
- La crisi de Suez es menciona a la cançó de 1989, "We Didn't Start the Fire" per Billy Joel.
- Michael Palin va visitar el canal de Suez el 1988 en un dels programes de la seua sèrie d'aventures, Around the World in 80 days.
- El canal de Suez és també un mapa al joc Battlefield 2142.
- La idea del canal de Suez és mencionada al llibre d'Astèrix el gal, Astèrix i Cleopatra, quan Astèrix ofereix la futura ajuda dels gals si Egipte considera oportú fer un canal del Mar Roig al Mediterrani, 1900 anys després, aquesta oferta fou acceptada.
- A la novel·la 20.000 llegües de viatge submarí, de Jules Verne, el Nautilus viatja travessant el canal de Suez.